# Женская сборная Испании по баскетболу
Женская сборная Испании по баскетболу — женская сборная команда Испании, представлявшая эту страну на международных баскетбольных соревнованиях. Управляющим органом сборной выступает Федерация баскетбола Испании.

## Результаты

### Олимпийские игры
- 1992 5°
- 2004 6°
- 2008 5°
- 2016  2°
- 2020 6°

### Чемпионат мира по баскетболу среди женщин
- 1994 : 8°
- 1998 : 5°
- 2002 : 5°
- 2006 : 8°
- 2010 :  3°
- 2014 :  2°
- 2018 :  3°
- 2022 : —

### Чемпионат Европы по баскетболу среди женщин
- 1974 : 12°
- 1976 : 10°
- 1978 : 11°
- 1983 : 11°
- 1985 : 10°
- 1987 : 6°
- 1993 :  1°
- 1997 : 5°
- 2001 :  3°
- 2003 :  3°
- 2005 :  3°
- 2007 :  2°
- 2009 :  3°
- 2011 : 11°
- 2013 :  1°
- 2015 :  3°
- 2017 :  1°
- 2019 :  1°
- 2021 : 7°
- 2023 :  2°
- 2025 :  2°